# Kostel svatého Cyrila a Metoděje (Loučná nad Desnou)
Kostel svatých Cyrila a Metoděje v Loučné nad Desnou vznikl původně jako zámecká kaple vízmberského panství ve 40. letech 18. století. V době, kdy panství patřilo velehradským cisterciákům byl stavebně upraven a v roce 1774 vysvěcen. Zámecký areál s parkem je od roku 1958 zapsán na seznamu chráněných památek.

## Historie
Samostatné vízmberské panství vzniklo na přelomu 16. a 17. století po smrti Jana mladšího ze Žerotína. Jeho centrem se stal zámek ve Vízmberku (dnešní Loučná), který začal stavět v roce 1608 jeho syn Přemek. Roku 1770 prodali zadlužení Žerotínové majetek velehradskému cisterciáckému klášteru. V zámku byla v té době jen malá rodinná kaple, obyvatelé panství katolického vyznání navštěvovali mše v kostele ve Velkých Losinách. V roce 1774 dal opat kláštera Filip Martin Zuri k východnímu křídlu zámku přistavět kapli a nechal ji vyzdobit obrazy Ignáce Raaba. Byla zasvěcena slovanským věrozvěstům Cyrilovi a Metodějovi. Byla využívána k bohoslužbám pro příslušníky řádu a hospodářské pracovníky. V roce 1784 byl klášter výnosem císaře Josefa II. zrušen a majetek vízmberského panství přešel na náboženskou matici. Kaple byla rozšířena o presbytář a chór a dekretem císaře ze dne 18. března 1785 povýšena na farní kostel pro místní občany. V pozemkové knize zámku je uvedeno, že farní kostel je neoddělitelný od budovy zámku a není tedy ve vlastnictví církve.
V roce 1844 se majiteli panství stali bratři Kleinové, kteří úspěšným podnikáním pozvedli úroveň celé oblasti. Pozornost věnovali také zvelebení kostela a přispívali na jeho vybavení. V roce 1847 byl nově vymalován iluzivními štukami a vydlážděn. Nad vchodem do sakristie byla zřízena vrchnostenská oratoř spojená se soukromou kaplí, na protější straně oratoř pro úředníky. Byl postaven nový hlavní oltář (původní byl přenesen do kaple v Klepáčově) a další boční oltáře, později vyzdobené novými obrazy od opavského malíře Rudolfa Templera, které nahradily původní obrazy Ignáce Raaba. V roce 1894 byly pořízeny nové sochy Panny Marie lurdské a Nejsvětějšího srdce Ježíšova, křížová cesta namalovaná Johanem Müllerem z Jánského vrchu. Na kůr byly v roce 1908 instalovány varhany od firmy Josefa Kolba z Pekařova. Původní šindelová střecha byla pokryta břidlicí. V roce 1910 byly pořízeny nové lavice. Další úprava interiéru byla provedena v roce 1914. Na zámecké věži, jejíž přízemí bylo používáno jako předsíň sakristie, visely dva zvony. Ty byly v roce 1916 zrekvírovány pro válečné účely a v roce 1922 nechali Kleinové zhotovit nový. Třetí zvon byl v sanktusníku.
Po druhé světové válce byl zámek převeden do vlastnictví státu a využíván k různým účelům (ubytovna pro řecké uprchlíky, výchovný ústav). Většina původního zařízení, obrazů a soch byla převezena do zámku ve Velkých Losinách. Při stavebních úpravách, které probíhaly po roce 1969, byla zazděna zadní část kaple a zrušeny oratoře. Po roce 1989 se majitelem zámku stala obec a společně s příslušníky rodiny Kleinů se záměrem zřídit zde hotelovou školu a hotel. V roce 1994 byl zpracován projekt, byla zahájena rekonstrukce a došlo k výměně některých stropů a krovů. V roce 2008 se společná firma dostala do finančních problémů a práce na obnově zámku se zastavily. Zámek byl prodán v dražbě v roce 2009 soukromé společnosti. V majetku obce zůstal zámecký park a kostel. Obec nechala kostel v roce 2009 zrekonstruovat a v roce 2010 byla dokončena obnova zámeckého parku.

## Popis
Kostel je stavebně začleněn do zámecké budovy, pětiboký presbytář vystupuje z hmoty východního křídla tzv. nového zámku. Jeho fasáda je prolomena čtyřmi velkými zaoblenými okny, která jsou umístěna mezi barevně odlišenými pilastry. Pod oknem na jižní straně jsou dveře do presbytáře. U plné zdi prostředního pole presbytáře stojí na kamenném podstavci železný kříž se sochou Krista. Sedlová střecha se sanktusníkem je v závěru zvalbená. Na jižní straně je presbytář napojen na zámeckou věž.
Loď kostela je plochostropá, presbytář je zaklenut plackou s výsečemi, stropy jsou zdobeny iluzorní štukovou výmalbou. Nad hlavním oltářem v kněžišti je umístěn velký nástěnný obraz sv. Cyrila a Metoděje. V západní části lodi je kruchta, podklenutá jediným široce rozkročeným obloukem.

## Galerie

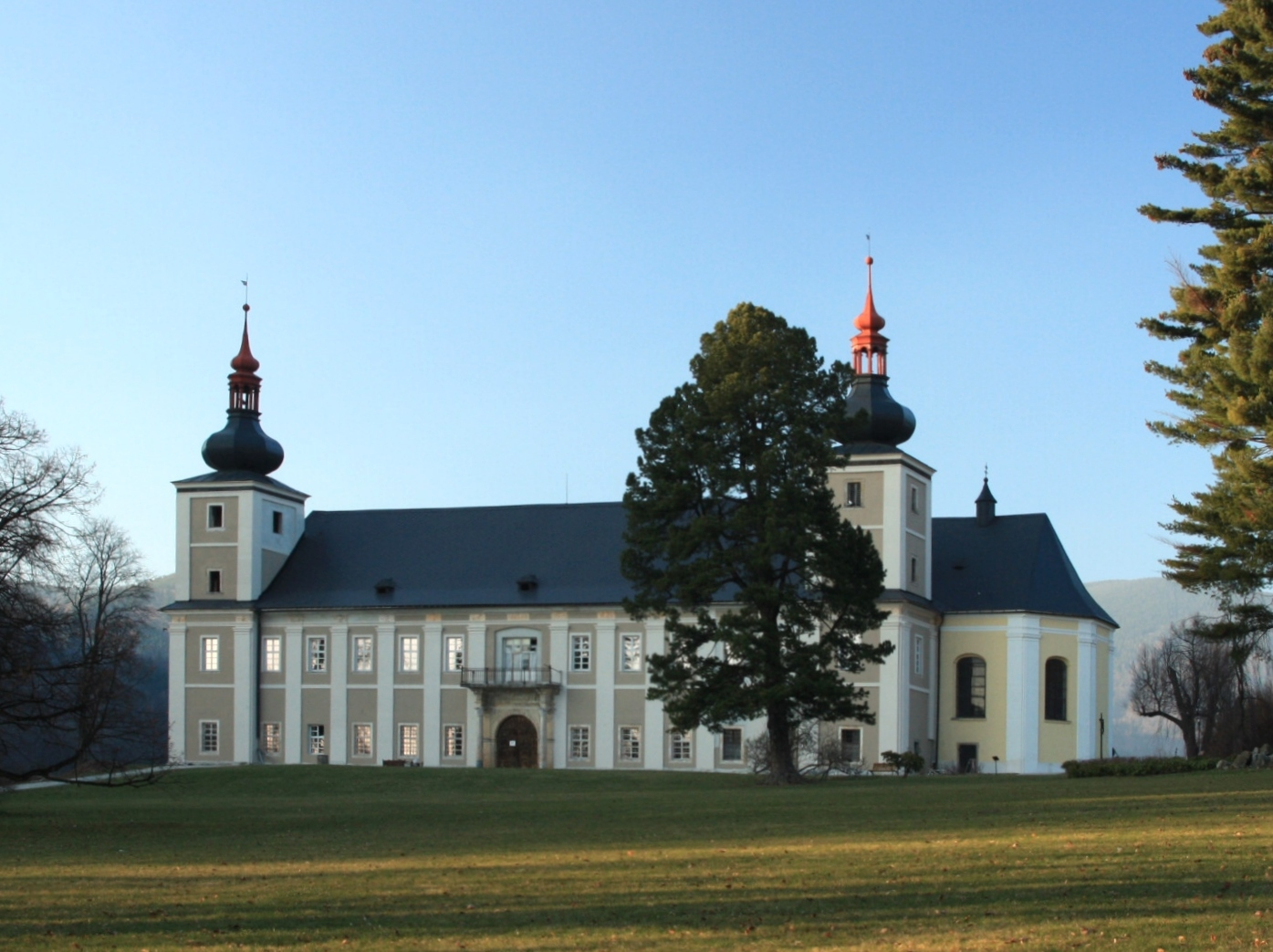
průčelí zámku s přilehlým kostele sv. Cyrila a Metoděje
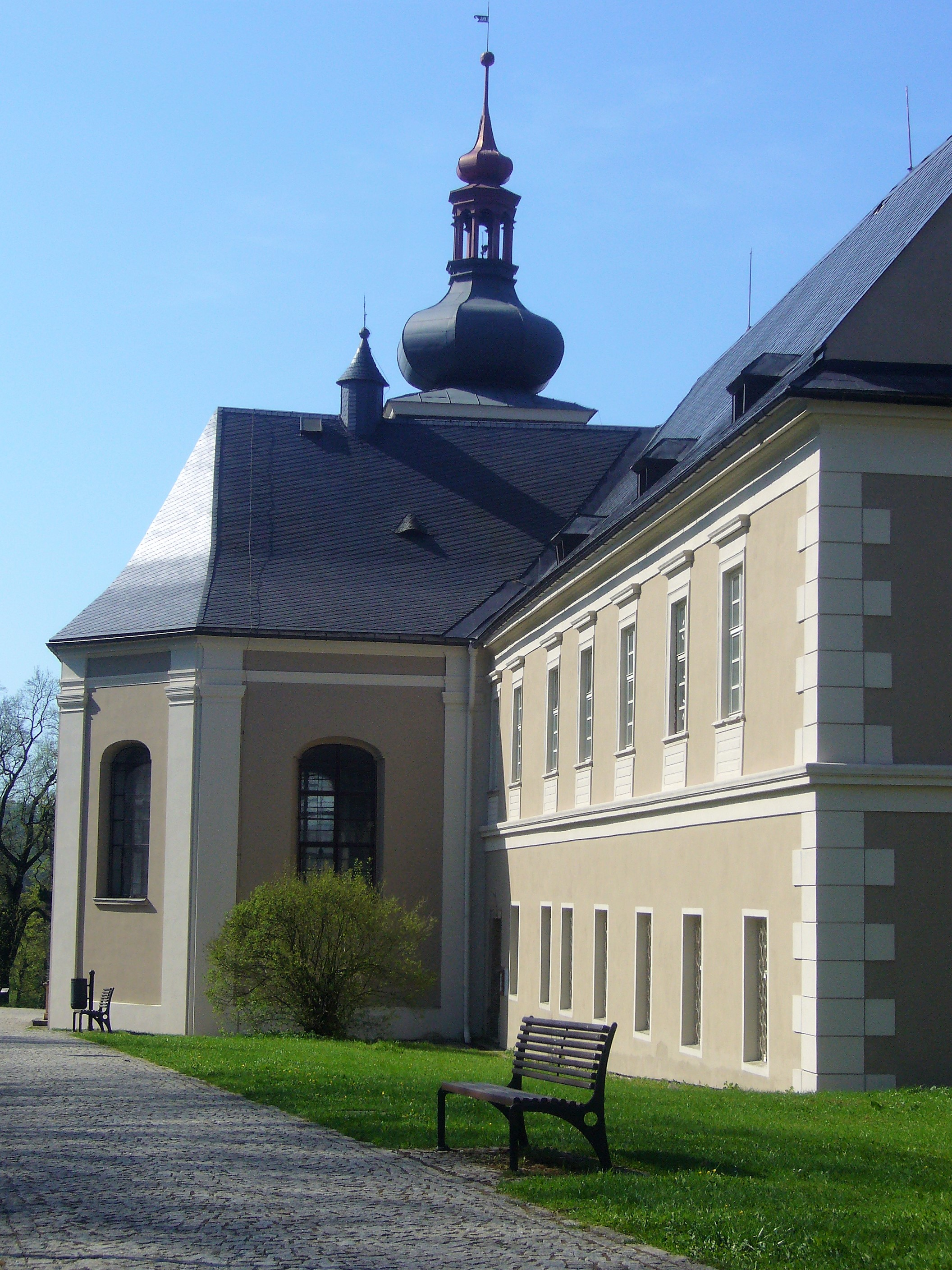
zámecký kostel sv. Cyrila a Metoděje
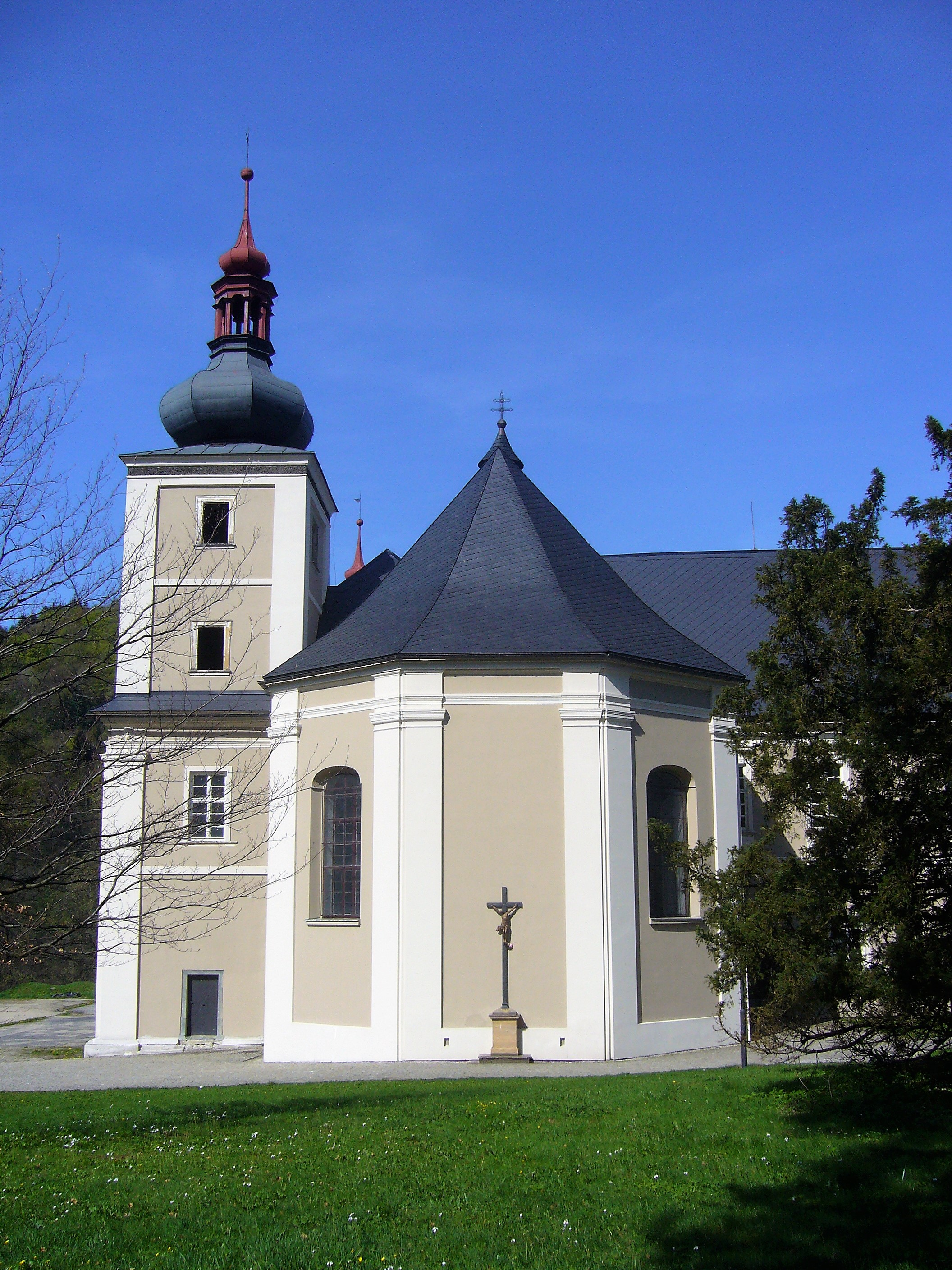
zámecká věž a kostel s křížem - pohled od východu